# C/1847 T1 Mitchell
La 1847 T1 Mitchell è una cometa non periodica scoperta il 1º ottobre 1847 dall'allora astrofila, poi astronoma, statunitense Maria Mitchell. La cometa ha presentato una chioma di 30' di diametro, condensata al centro ma senza nucleo apparente; in alcune occasioni si è scorta una coda di 2°. A causa della sua declinazione troppo australe è stata persa di vista il 18 ottobre 1847, per poi essere riosservata il 10 dicembre, dopo il suo passaggio al perielio, dagli astronomi in servizio presso l'osservatorio del Collegio Romano.

## Particolarità
La cometa ha tre particolarità che la rendono abbastanza conosciuta nel mondo astronomico:
- è stata la prima cometa scoperta da una astronoma statunitense.
- ha avuto una piccola MOID con il pianeta Venere.
- è stata osservabile a occhio nudo.

## Paternità della scoperta
Oggi è accertato che cometa fu scoperta Maria Mitchell, ma all'epoca la cosa non fu riconosciuta subito.
La cometa fu osservata il 1º ottobre dalla Mitchell da Nantucket, il 3 ottobre da padre Francesco de Vico da Roma, il 7 ottobre, a occhio nudo, dal reverendo William Rutter Dawes da Cranbrook, l'11 ottobre dalla signora Rümker, moglie di Carl Ludwig Christian Rümker, direttore dell'Osservatorio di Amburgo.
Seguendo l'esempio del padre, Federico VI di Danimarca, l'allora re di Danimarca Cristiano VIII era solito donare una medaglia d'oro a ogni scopritore di comete. Dopo avere ricevuto notizia delle varie scoperte indipendenti fatte in Europa, la medaglia per questa cometa stava per essere assegnata a padre de Vico che l'aveva osservata il 3 ottobre 1847, quando pervenne dall'America la notizia dell'osservazione fatta da Maria Mitchell due giorni prima. Dopo la verifica della cronologia delle varie scoperte indipendenti la priorità fu riconosciuta a Maria Mitchell e Cristiano VIII le assegnò la medaglia d'oro che le pervenne nel 1848, oltre un anno dopo la scoperta.